# گری (رپر)
کانگ هی گون (کره‌ای: 강희건؛ زادهٔ ۲۴ فوریه ۱۹۷۸) که بیشتر با نام هنری گری (کره‌ای: 개리; انگلیسی: Gary) شناخته می‌شود، رپر، ترانه‌سرا، تهیه‌کننده موسیقی، کارآفرین و مجری تلویزیونی اهل کره جنوبی است. پیش از آغاز فعالیت انفرادی موسیقی، او عضو گروه دونفری هیپ هاپ لیسانگ بود. گری همچنین یکی از مجریان برنامه رانینگ من بود.

## اوایل زندگی
گری زادهٔ ۲۵ فوریه ۱۹۷۸ است. لقب او در دوران مدرسه راهنمایی «گِه» (کره‌ای: 개) بود که در کره‌ای به معنای «سگ» است. زمانیکه تصمیم داشت نام هنری خود را از بین دو نام «گِمی» (به معنای مورچه) و «گری» انتخاب کند، تصمیم گرفت که گری را برگزیند. در سال‌های جوانی او به رقصیدن بیشتر از رپ کردن علاقه داشت. گری اعلام‌کرد که در یک مسابقهٔ رقص شرکت کرد و برنده شد و سایر رقبا که جانگ وو هیوک و مون هی جون بودند را شکست داد و این افراد بعداً عضو گروه اچ.او.تی. شدند. لی سو-مان بعداً این سه پسر را جستجو کرد و به آنها پیشنهاد قرارداد با کمپانی اس‌ام انترتینمنت را داد و گری در نهایت این پیشنهاد را رد کرد.

## زندگی شخصی
در ۲۵ آوریل ۲۰۱۷، گری در حساب‌های خود در فضای مجازی اعلام کرد که با یک شخص غیر سلبریتی به نام «خانم کیم» ازدواج کرده‌است و پنج سال قبل از ازدواج آنها، خانم کیم در کمپانی لیسانگ مشغول فعالیت بوده‌است. فرزند اول این زوج که یک پسر با نام کانگ هااوه است، در ۱۵ اکتبر ۲۰۱۷ به دنیا آمد.

## فیلم‌شناسی

### فیلم
| سال  | عنوان            | نقش          |
| ---- | ---------------- | ------------ |
| ۲۰۰۸ | داچیماوا لی      | حضور افتخاری |
| ۲۰۱۴ | رادیوی فوق‌العاده | حضور افتخاری |

### مجموعه تلویزیونی
| سال  | عنوان                   | نقش          |
| ---- | ----------------------- | ------------ |
| ۲۰۱۴ | زوج اورژانسی            | حضور افتخاری |
| ۲۰۱۵ | دختری که بوها را می‌بیند | حضور افتخاری |

### برنامه تلویزیونی
| سال             | عنوان                         | توضیحات                                              |
| --------------- | ----------------------------- | ---------------------------------------------------- |
| ۲۰۱۰–۲۰۱۶, ۲۰۱۷ | رانینگ من                     | عضو گروه بازیگران (قسمت ۱–۳۲۴) مهمان (قسمت ۳۲۵، ۳۳۶) |
| ۲۰۱۷            | مراسم کانگ                    | [ ۹ ]                                                |
| ۲۰۲۰            | بازگشت سوپر من                | عضو گروه بازیگران (قسمت ۳۱۵–۳۶۲)                     |
| ۲۰۲۰            | قانون جنگل در منطقه صفر       | عضو گروه بازیگران                                    |
| ۲۰۲۱            | قانون جنگل در اولوندو و دوکدو | عضو گروه بازیگران                                    |
| ۲۰۲۲            | Artistock Game                | کاربر نماینده                                        |